# 周子義
周子義（1529年—1586年），字以方，号儆庵、警庵，直隸無錫人。明朝政治人物。嘉靖乙丑進士，官至吏部侍郎。子炳謨，官至禮部侍郎。父子皆以學行稱名於世。

## 生平
嘉靖四十年（1561年）辛酉科應天府鄉試第七十四名舉人。嘉靖四十四年（1565年）中式乙丑科會試第十二名，二甲第二十五名進士。刑部观政，選翰林院庶吉士，隆慶元年（1567年）三月授翰林院編修，五年二月升南国子监司业，万历五年（1577年）二月改国子监司业，七年四月升司經局洗馬兼修撰，八月主考顺天府乡试，八年四月升国子监祭酒。十年十二月升礼部右侍郎兼侍读学士，十一年二月升本部左侍郎、兼官照舊，六月教习庶吉士，十一月升吏部左侍郎，掌詹事府事，兼官照旧，十四年十二月卒，十五年四月贈礼部尚书，謚文恪。

## 家族
曾祖周昌言；祖父周鑑，贈吏部左侍郎兼翰林院侍读学士；父周濬，累赠吏部左侍郎兼翰林院侍读学士；母吳氏，累赠淑人。兄周子敬。子炳謨，萬曆三十二年（1604年）進士。天启年間，官至禮部侍郎。

## 紀念
今無錫惠山听松坊有周文恪公祠，万历年间由御史柯挺、督学陈惟芝奉旨主持修造，祭祀父子二人。